# Trindade Atlético Clube
El Trindade Atlético Clube es un club de fútbol de la ciudad de Trindade, estado de Goiás en Brasil. Fundado el 15 de junio de 2005 y jugó en el Campeonato Brasileño de Serie D.

## Palmarés
- Goiano Serie C: 1

2007